# El Pla de Santa Maria
El Pla de Santa Maria (em catalão e oficialmente) ou Pla de Santa María (em castelhano), no passado chamado Pla de Cabra, é um município da Espanha na comarca de Alt Camp, província de Tarragona, comunidade autónoma da Catalunha. Tem 35 km² de área e em 2021 tinha 2 340 habitantes (densidade: 66,9 hab./km²).

## Demografia
| Variação demográfica do município entre 1991 e 2004[carece de fontes?] | Variação demográfica do município entre 1991 e 2004[carece de fontes?] | Variação demográfica do município entre 1991 e 2004[carece de fontes?] | Variação demográfica do município entre 1991 e 2004[carece de fontes?] |
| ---------------------------------------------------------------------- | ---------------------------------------------------------------------- | ---------------------------------------------------------------------- | ---------------------------------------------------------------------- |
| 1991                                                                   | 1996                                                                   | 2001                                                                   | 2004                                                                   |
| 1579                                                                   | 1627                                                                   | 1669                                                                   | 1820                                                                   |